# On Moonlight Bay
On Moonlight Bay és una pel·lícula musical estatunidenca de Roy Del Ruth, estrenada el 1951.

## Argument
La família Winfield es trasllada a una nova casa en una petita ciutat d'Indiana. Tomboy Marjorie Winfield comença un afer amb William Sherman que viu a l'altra banda del carrer. Marjorie ha d'aprendre a ballar i convertir-se en una senyora jove apropiada. Desafortunadament, William Sherman té idees originals.

## Repartiment
- Doris Day: Marjorie 'Marjie' Winfield
- Gordon MacRae: William 'Bill' Sherman
- Jack Smith: Hubert Wakely
- Leon Ames: Banker George 'Father' Winfield
- Rosemary DeCamp: Alice 'Mother' Winfield
- Mary Wickes: Stella
- Ellen Corby: Miss Mary Stevens
- Billy Gray: Wesley Winfield
- Henry East: Doughboy by tren
- Jeffrey Stevens: Jim Sherman
- Esther Dale (no surt als crèdits): Tia Martha Robertson